# Guthrie County
Guthrie County är ett administrativt område i delstaten Iowa, USA. År 2010 hade countyt 10 954 invånare. Den administrativa huvudorten (county seat) är Guthrie Center.

## Geografi
Enligt United States Census Bureau har countyt en total area på 1 536 km². 1 530 km² av den arean är land och 6 km² är vatten.

### Angränsande countyn
- Greene County - nord
- Dallas County - öst
- Adair County - syd
- Audubon County - väst
- Carroll County - nordväst

### Städer och samhällen
- Adair (delvis i Adair County)
- Bagley
- Bayard
- Casey (delvis i Adair County)
- Coon Rapids (delvis i Carroll County)
- Guthrie Center (huvudort)
- Jamaica
- Menlo
- Panora
- Stuart (delvis i Adair County)
- Yale